# Коробкин, Василий Ильич
Василий Ильич Коробкин (1917—1995) — участник Великой Отечественной войны, лётчик 215-го штурмового авиационного полка 47-й смешанной авиационной дивизии Западного фронта, младший лейтенант. Герой Советского Союза (1942).

## Биография
Родился 30 марта (12 апреля по новому стилю) 1917 года в селе Ольховчик Области Войска Донского (ныне Чертковского района Ростовской области) в крестьянской семье. Русский.
Окончил 7 классов и школу ФЗУ. Работал на заводе «Ростсельмаш».
В Красной Армии с 1938 года. В 1940 году окончил Сталинградское военное авиационное училище лётчиков. Участник Великой Отечественной войны с июня 1941 года. Член ВКП(б) с 1942 года.
Летчик, младший лейтенант Василий Коробкин к сентябрю 1941 года совершил двадцать восемь боевых вылетов на штурмовку войск противника. Отличился в битве под Москвой. 23 сентября 1941 года в районе цели под городом Ярцево Смоленской области осколками зенитного снаряда В. И. Коробкин был тяжело ранен, но он сумел сбросить бомбы на цель, уничтожив три танка и три автомашины противника. Истекая кровью, мужественный лётчик довёл самолёт до своего аэродрома.
Указом Президиума Верховного Совета СССР «О присвоении звания Героя Советского Союза начальствующему и рядовому составу Красной Армии» от 12 апреля 1942 года за «образцовое выполнение боевых заданий командования и проявленные при этом отвагу и геройство» удостоен звания Героя Советского Союза с вручением ордена Ленина и медали «Золотая Звезда» (№ 570).
В 1944 году окончил Военно-воздушную академию, в 1957 году — Военную академию Генерального штаба. Генерал-майор авиации Коробкин В. И. в 1969—1972 годах был начальником штаба 929-го Государственного лётно-испытательного центра.
С 1975 года генерал-майор авиации Коробкин В. И. — в запасе, а затем в отставке.
Жил в посёлке Чкаловский (ныне в черте города Щёлково) Московской области.
Скончался 21 марта 1995 года. Похоронен на кладбище села Леониха Щёлковского района Московской области.

## Память
- В посёлке Чкаловский на доме, в котором жил Герой, установлена мемориальная доска[3].

## Награды
- Награждён орденом Отечественной войны 1-й степени, двумя орденами Красной Звезды, орденом «Знак Почёта», медалями.